# Anisodes misella
Anisodes misella är en fjärilsart som beskrevs av Louis Beethoven Prout 1932. Anisodes misella ingår i släktet Anisodes och familjen mätare. Inga underarter finns listade i Catalogue of Life.